# Vasilij Slesarjev
Vasilij Andrianovič Slesarjev (rusky Василий Андрианович Слесарев; 5. srpnajul./ 17. srpna 1884greg. – 23. července 1921) byl ruský letecký konstruktér. Své vzdělání započal v Rusku a dokončil v Německu v roce 1909 na technické škole v Darmstadtu, o rok později rozšířil o studium v Carském technickém učilišti v Moskvě (Императорское техническое училище). Po ukončení studií byl pozván do Petrohradského polytechnického institutu (Петербургский политехнический институт), kde se stal spoluzakladatelem aerodynamické laboratoře. Byl také průkopníkem nauky o materiálu v letectví. V roce 1913 započal práce na vývoji letounu Slesarjev Svjatogor, který měl být dosud největším ruským létajícím strojem. Tento megalomanský projekt však nebyl, alespoň do malosériové výroby, nikdy dokončen. V. A. Slesarjev byl zabit v ulicích Petrohradu v roce 1921.